# Prestonia
Prestonia é um género botânico pertencente à família Apocynaceae.